# Marion Rønning Huber
Marion Rønning Huber (9 de junio de 1991) es una deportista noruega que compite en biatlón. Ganó una medalla de plata en el Campeonato Europeo de Biatlón de 2017, en el relevo mixto.

## Palmarés internacional
| Campeonato Europeo | Campeonato Europeo       | Campeonato Europeo | Campeonato Europeo |
| Año                | Lugar                    | Medalla            | Prueba             |
| ------------------ | ------------------------ | ------------------ | ------------------ |
| 2017               | Duszniki-Zdrój (Polonia) | Medalla de plata   | Relevo mixto       |